# Gymnasium Kirchheim
Das Gymnasium Kirchheim ist ein Gymnasium in der Gemeinde Kirchheim bei München im östlichen Landkreis München.

## Geschichte
Die Schule wurde im Jahre 1982 als Folge der raschen Bevölkerungszunahme im Münchner Osten gegründet. Die ersten beiden Jahre, in denen etwa 300 Schüler unterrichtet wurden, war das Gymnasium noch in der nahe gelegenen Grund- und Hauptschule untergebracht. Das eigene neue Schulgebäude konnte im September 1984 zum Beginn des neuen Schuljahres bezogen werden. Es war vom Architektenpaar Krebs, dem Voralpenstil angelehnt, geplant worden. Allerdings gab es Kritik an diversen Mängeln. Die dreiteilige Turnhalle wurde erst einige Jahre später eröffnet. 1987 wurde ein neusprachlicher Zweig mit Französisch als erste Fremdsprache eingeführt. Auf Grund der ständig steigenden Schülerzahlen erfolgte im Laufe der Jahre mehrfach eine Erweiterung des Gebäudes, wodurch seit 2006 auch eine Ganztagsbetreuung für etwa 30 Kinder ermöglicht wurde.
Infolge der Empfehlung eines Gutachtens, das aufgrund des dringenden Sanierungsbedarfs des Schulgebäudes in Auftrag gegeben worden war, beschloss der aus den Gemeinden Aschheim, Feldkirchen und Kirchheim bestehende Schulzweckverband 2015 den Neubau des Gymnasiums gegenüber des bisherigen Standorts. Die Grundsteinlegung erfolgte am 1. Juli 2021; bis 2025 soll der Neubau abgeschlossen sein. Für mediale und politische Kritik sorgten die unter anderem durch gravierende Baumängel verursachten Verzögerungen des Projekts und ein enormer Anstieg der Baukosten auf bis zu 125 Millionen Euro.

## Struktur
Das Gymnasium Kirchheim ist ein naturwissenschaftlich-technologisches und sprachliches Gymnasium, dem ein bilingualer Zug mit Englisch/Geschichte ab der Jahrgangsstufe 7 angeschlossen ist. Die Schule bietet regelmäßig etwa 15 verschiedene Wahlkurse aus den Bereichen Informatik/Technik, Fremdsprachen, Musik, Theater, Film, Sport, Spanisch, Mediation, Jugend forscht, Tutoren und Erste Hilfe an. Seit dem Jahre 1993 begleitet das Gymnasium verschiedene Schulversuche. Seit 2005 ist es Gründungsmitgliedsschule im Netzwerk „Gehirnforschung und Schule“. Zurzeit werden mehr als 1400 Schüler in 40 Klassen von über 100 Lehrern unterrichtet (Stand 2024).

## Partnerschulen
Das Gymnasium hat Kontakte zu Schulen in Frankreich (Marmande und früher dem benachbarten Tonneins, Grenoble, Paris), in der Republik Irland bei Dublin, im Vereinigten Königreich (Banbridge in Nordirland) und in den USA (Minneapolis in Minnesota). Die Kontakte zu einer Schule im belarussischen Homel, deren Schüler jedes Jahr die Schule besuchen, sind feste Tradition seit 1993.